# 異人たちとの夏 (映画)
『異人たちとの夏』（いじんたちとのなつ）は、1988年の日本のファンタジードラマ映画。監督は大林宣彦、出演は風間杜夫、片岡鶴太郎、秋吉久美子など。原作は山田太一の1987年の同名小説。
なお、同原作は2023年にイギリスで『異人たち』として再映画化されている。

## ストーリー
壮年の人気シナリオライターである原田は妻子と別れ、マンションに一人暮らし。ある晩、若いケイという女性が、飲みかけのシャンパンを手に部屋を訪ねてきた。「飲みきれないから」という同じマンションの住人である彼女を冷たく追い返す。数日後、原田は幼い頃に住んでいた浅草で、彼が12歳のときに交通事故死した両親に出会う。原田は早くに死に別れた両親が懐かしく、少年だった頃のように両親の元へ通い出す。「ランニングになりな」とか「言ってる先からこぼして」などという言葉に甘える。
原田はそこで、ケイという女性とも出会う。チーズ占いで木炭の灰をまぶしたヤギのチーズを選ぶと、「傲慢な性格」だといわれる。不思議な女性だと感じながら彼女と愛し合うようになる。父とキャッチボールをしたり、母手作りのアイスクリームを食べたり、徐々に素直さを取り戻して行く。両親を失ってから一度も泣いたことはなく、強がって生きてきたのだった。
しかし2つの出会いと共に、原田の身体はみるみる衰弱していく。ケイもまたあの日、チーズナイフで自殺していたのだった。「たとえ妖怪、バケモノでもかまわない。あの楽しさ、嬉しさは忘れられない」というが、別れの時が来る。両親と、浅草の今半別館ですき焼きを食べることになるが、「たくさん食べてよ」といっても、ふたりは微笑むだけだった。

## スタッフ
- 監督：大林宣彦
- 原作：山田太一
- 脚本：市川森一
- 製作者：杉崎重美
- プロデュース：樋口清
- 撮影：阪本善尚
- 美術：薩谷和夫
- 音楽：篠崎正嗣
- 録音：島田満
- 照明：佐久間丈彦
- 編集：太田和夫
- 監督助手：松原信吾
- 特殊メイク：原口智生
- ハイビジョン技術協力：NHKエンタープライズ、NHKテクニカルサービス
- 現像：IMAGICA
- 製作・配給：松竹

## キャスト
- 原田英雄：風間杜夫、中山吉浩（少年期）
- 原田英吉：片岡鶴太郎
- 原田房子：秋吉久美子
- 藤野桂：名取裕子
- 間宮一郎：永島敏行
- 今村綾子：入江若葉（声のみ）
- TVドラマのキャスト：竹内力、峰岸徹、入江若葉
- 地下鉄公団職員：栩野幸知
- 浅草の客引き1：草薙良一
- 浅草の客引き2：小形雄二
- 奇術師：北見マキ
- 落語家：桂米丸、柳家さん吉
- タクシー運転手：ベンガル
- 番組台本読み現場のキャスト・スタッフ：峰岸徹、高橋幸宏、松田洋治、時本和也、高城淳一、石丸謙二郎 ほか
- 川田淳子：川田あつ子
- マネージャー：明日香尚
- 打ち合わせするTV局の男：加島潤
- 歯科医：笹野高史
- 八つ目うなぎ屋の親爺：本多猪四郎
- 今半の仲居：角替和枝
- 今半の下足番：原一平
- 英雄のマンションの管理人：奥村公延
- 原田重樹：林泰文

## 製作

### 企画
元々、松竹からの大林への発注は夏に観客をぞっとさせるゾンビ映画だった。一人の女がいろんな人を惑わせて、都会のマンションでホラーを描くという薄いシノプシスが松竹から送られてきた。公開時に物議を醸したエンディングのCGはその名残りである。

### キャスティング
秋吉久美子はオファーを受けたときは、人気のないビルに住む主人公が小悪魔的な恋人に翻弄される『危険な情事』のようなサスペンスと聞かされた、と話している。初期構想では、魔女役は秋吉（実際には主人公の母親役）が演じる予定だった。ところが秋吉は大林から「誰が何と言っても母親役はあなたです」などと達筆で綴られた手紙をもらった。秋吉は当時30代前半、母親役でのオファーは初めてで、台本を読んでもいかにも母親が普通に言いそうなセリフばかりで、自分が経験のない母親役をどう演じればいいのかクランクイン当日まで分からなかったという。オレンジ色のやわらかな光で満たされた木造アパートの六畳一間に、細部まで緻密に作り込まれた照明や美術を見て、秋吉は瞬時にどう演じたらいいのか理解し、大林に「もう心配ありませんよ、すべてわかりましたから」と伝えたら、大林はキョトンとしていたという。秋吉は「私は一般的、世間的に“自由奔放、小悪魔”といったイメージの報道のされ方をすることが多いのですが、大林監督の作品では全部違うんです。『異人たちの夏』でも、片岡鶴太郎さんが演じる、すぐに仕事を辞めちゃう、稼がないお父さんの横でケラケラ笑っているような自然体のお母さんの役で。大林監督にとっては『それが君だ』という自信があるんですよね。それでお手紙も頂いたくらい」と、やり取りがあったことも明かし、「この作品で、セクシャリティというのは装うものじゃないんだな、ということと、人が『こういうものがセクシャリティ』と決めつけるものではない。それを教えていただいた」となど話した。大林は秋吉に母親役を自由に演じさせたが、一度だけ「息子を見る目つきが色っぽすぎるから、もっと自然にしてほしい」と注意した。秋吉は本来矛盾するはずの母性と色気を放つ母親役を好演、チャーミングな母親役は、映画の魅力ともに今日も語り継がれている。 
主人公の父親役は、大林が片岡鶴太郎の江戸弁を気に入り抜擢したもの。大林は鶴太郎がまだ無名だった1978年頃、鶴太郎が劇団未来劇場に出た芝居を観て「エノケン、八波むと志、渥美清の系譜を引く凄い可能性を持った役者だな」と感想を持っていて、その後、鶴太郎がどんどん売れっ子になり、一緒に仕事をする機会を失ったが、この役なら適役と考え、鶴太郎に「あの頃のあなたの味わいでやってもらえないか」とオファーした。ところが原作者の山田が「あんな太ったヤツの寿司は食えない」と反対した。それを聞いた鶴太郎は必死のトレーニングにより減量し、撮影に間に合わせた。
大林監督が撮影中の笑顔を絶やさず、秋吉、片岡、風間の3人はとても仲良くなったという。
大林は父親役にエノケンをイメージし、主題曲はエノケンの浅草オペラから「リオ・リタ」を起用した。

### 撮影
映画全体の87パーセントがセットでの撮影。松竹大船撮影所に浅草の佇まいが再現された。撮影は1988年春。
大林映画には珍しく、名取が扮する魔女（ケイ）と風間の大胆なベッドシーンがある。
ケイ（藤野桂）が宙に浮き形相が変わるシーンでは、500万円を費やしてハイビジョンが使用された。

## 評価
- 雑誌『シティロード』の封切時の映画批評（★★★★★…ぜったいに見る価値あり! ★★★★…かなり面白かったです ★★★…見て損はないと思うよ ★★…面白さは個人の発見だから ★…どういうふうに見るかだね）。出典：[10]。以下、〔ママ〕
  - 川口敦子「あちらとこちらと思っていたらこちらもやっぱりあちらだった、という設定は“どんな顔”“こんな顔”と安心がたちまち突き崩されるあの“むじな”話的大逆転があってこそ生きてくるんだと思う、とすればびんびんに作り上げたあちらの世界に対し、こちらの世界の自然さがいまひとつで自然でないのがウラメシ～、とはいうものの片岡、秋吉の夏姿はなかなか素敵」（★★★）。
  - 中野翠「地下鉄から奇怪体験に滑り込んでいくところジャック・フィニイの『レベル3』で、あとは『ゲイルズバーグの春を愛す』みたいだ。私はこういうアイデアのある映画や小説がすごく好き。秋吉久美子が昔風の安っぽい花柄ワンピースが妙に似合っていた。名取裕子のシーンはかったるいですね。あの役は小林麻美でしょ」（★★★★）。
  - 松田政男「本年度ベストワンに推すべきか、それともワーストワンなのか。ベッドシーンも濃厚な大林宣彦の大変身を目の当たりにして、迷いに迷っている最中だ。主人公の風間を誘い込む鶴太郎＝久美子は善霊、裕子は悪霊という二分法に異和が残り、その異和こそが一篇の主題とも見えて〈異人たち〉の側に思い入れれば入れるほど跳ね返えされる構造になっているからだろう」（★★★★★）。
  - 利重剛「この映画、期待している人ってほとんどいないんじゃない? だからその分だけ“案外面白かった”と思う人が多いんじゃないかな、ひどい言い方だけど」（★★★）。

## 受賞歴
出典
- ファンタスティック映画祭審査員特別賞
- 第43回毎日映画コンクール日本映画優秀賞
  - 監督賞（大林宣彦）
  - 女優助演賞（秋吉久美子）
- 第31回ブルーリボン賞
  - 助演女優賞（秋吉久美子）
  - 助演男優賞（片岡鶴太郎）
- 第62回キネマ旬報ベスト・テン
  - 助演女優賞・助演男優賞（片岡鶴太郎）
- 第12回日本アカデミー賞[12]
  - 優秀作品賞
  - 優秀監督賞（大林宣彦） ※他作品と合わせて
  - 最優秀脚本賞（市川森一）
  - 優秀主演男優賞（風間杜夫） ※他作品と合わせて
  - 最優秀助演男優賞（片岡鶴太郎） ※他作品と合わせて
  - 優秀助演女優賞（秋吉久美子） ※他作品と合わせて
  - 優秀撮影賞（阪本善尚）
  - 優秀照明賞（佐久間丈彦）
  - 優秀美術賞（薩谷和夫） ※他作品と合わせて
  - 優秀録音賞（島田満・小尾幸魚）
  - 優秀編集賞（太田和夫） ※他作品と合わせて
- 第13回報知映画賞
  - 助演男優賞（片岡鶴太郎）
- 第1回日刊スポーツ映画大賞
  - 助演女優賞（秋吉久美子）※他作品と合わせて